# Ермаков, Антон Петрович
Антон Петрович Ермаков (1896, д. Лутошкино, Лебедянский уезд, Тамбовская губерния, Российская империя — 3 декабря 1965, СССР) — советский хозяйственный, государственный и партийный деятель.

## Биография
Родился в 1896 году в деревне Лутошкино Лебедянского уезда Тамбовской губернии Российской империи (ныне деревня в составе Краснинского района Липецкой области России). Член РКП(б) с 1921 года.
С 1920 года — на хозяйственной, общественной и политической работе. В 1920—1961 гг. — участник Гражданской войны, в РККА, начальник политического отдела Павловской машинно-тракторной станции, 1-й секретарь Павловского районного комитета ВКП(б), 2-й, 1-й секретарь областного комитета ВКП(б) Адыгейской автономной области, член Адыгейского подпольного областного партийного центра, секретарь партийной коллегии при Краснодарском краевом комитете ВКП(б), заместитель заведующего отделом партийных, профсоюзных и комсомольских органов Краснодарского краевого комитета КПСС, председатель партийной комиссии при Краснодарском краевом комитете КПСС.
Умер в 1965 году.
Награждён орденом Трудового Красного Знамени (16.03.1940) — «за выдающиеся успехи в сельском хозяйстве и в особенности за перевыполнение плана по урожайности зерновых и технических культур, а также за достижение высоких показателей по животноводству».